# Alan Jerome Hoffman
Alan Jerome Hoffman (Nova Iorque, 30 de maio de 1924 - 18 de janeiro de 2021) foi um matemático estadunidense.

## Biografia
Hoffman serviu de 1943 a 1946 no Exército dos Estados Unidos. Em 1947 colou o grau de bacharel na Universidade Columbia. Em 1950 obteve um doutorado em Matemática na mesma instituição, orientado por Edgar Lorch, com a tese On the foundations of inversion geometry. Em 1950/1951 esteve no Instituto de Estudos Avançados de Princeton e depois, até 1956, foi matemático no National Bureau of Standards. Em 1956-1957 foi oficial de assuntos científicos no Office of Naval Research em Londres, e de 1957 a 1961, gerente-consultor da General Electric. A partir de 1961 trabalhou na IBM no Thomas J. Watson Research Center, onde aposentou-se em 2002.
Ao mesmo tempo, foi de 1965 a 1976 professor adjunto na Universidade da Cidade de Nova Iorque. Foi também professor adjunto ou professor visitante em 1965 na Technion, de 1975 a 1980 e em 1991 na Universidade Yale, de 1980 a 1991 na Universidade Stanford, de 1990 a 1996 na Universidade Rutgers e de 1992 a 1993 no Instituto de Tecnologia da Geórgia.
Trabalhou dentre outros temas com álgebra linear, programação linear, teoria dos grafos, combinatória e geometria. Hoffman detém sete patentes sobre algoritmos matemáticos. Foi editor-fundador do periódico Linear Algebra and its Applications.
Em 1978 foi IBM Fellow. É fellow da Academia Nacional de Ciências dos Estados Unidos (1982), da Academia de Ciências de Nova York (1975) e da Academia de Artes e Ciências dos Estados Unidos (1987). Em 1986 foi doutor honoris causa da Technion. Recebeu o Prêmio Teoria John von Neumann de 1992. Foi palestrante convidado do Congresso Internacional de Matemáticos em Vancouver (1974).

## Morte
Morreu em 18 de janeiro de 2021, aos 96 anos.